# 730 a.C.
Il 730 a.C. (DCCXXX a.C. in numeri romani) è un anno  dell'VIII secolo a.C.

## Eventi
- Coloni greci provenienti da Calcide fondano l'attuale Reggio Calabria con il nome di "Rhegion".

## Morti
- Anfidamante, sovrano greco antico
- Sheshonq V, faraone egizio